# Pierre-Jules-César de Rochechouart
Pierre-Jules-César de Rochechouart (8 mars 1698 - 24 janvier 1781) un homme d'Église français du XVIIIe siècle.

## Biographie
Appartenant à une famille de la haute noblesse, Pierre-Jules-César de Rochechouart est né le 8 mars 1698 au château de Montigny. Il est le second fils de Louis de Rochechouart, seigneur de Montigny, et Elisabeth de Cugnac. En 1731, sa sœur Louise-Élisabeth devient marquise de Thibouville par son mariage avec Henri Lambert d'Herbigny.
D’abord vicaire général de Louis-Gaston Fleuriau d’Armenonville, évêque d’Orléans, frère de Joseph Fleuriau d'Armenonville garde des sceaux de France, il devient en 1724 prieur commendataire du prieuré Saint-Lô de Rouen.
Il est nommé évêque d'Evreux le 1er septembre 1733, préconisé le 2 décembre ; il se fait sacrer le 21 mars 1734 dans l'église du noviciat des Jésuites de Paris par son métropolitain, le cardinal de Saulx-Tavannes, assisté de Claude de Saint-Simon, évêque de Metz et Léonor de Goyon de Matignon, évêque de Coutances. Par la suite, il est notamment le coconsécrateur de son cousin, le cardinal de Rochechouart, lorsqu’il est sacré évêque de Laon. Il devient également abbé commendataire de l’abbaye de Bonnecombe (en 1738), puis de l’abbaye de Conches.
À Évreux, il se préoccupe de liturgie et de la formation des fidèles en faisant éditer un nouveau bréviaire, ainsi que de la formation de son clergé en créant un petit séminaire. Défenseur des jésuites, il se signale par sa volonté de faire appliquer la bulle Unigenitus condamnant les jansénistes, en faisant interdire de donner les sacrements à ceux qui refuseraient d’appliquer les préceptes de la bulle. Cette attitude donne lieu à un arrêt du parlement de Normandie en août 1753 lui ordonnant de cesser de faire appliquer cette consigne. La politique de ce parlement est en effet favorable aux jansénistes, et très hostile aux jésuites. Cette décision annonce la série d’arrêts défavorables à la compagnie de Jésus sous la présidence de Armand Thomas Hue de Miromesnil.
À la suite de cette affaire, il est nommé évêque de Bayeux le 18 août 1753, et préconisé le 26 septembre. À son nouveau poste, il s’intéresse également à la formation de ses fidèles en faisant éditer un missel. Il fait rénover l’évêché en 1768 puis fait construire un nouvel autel pour la cathédrale en 1771. Le 11 novembre 1771, il chante la messe du Saint-Esprit pour la rentrée du Conseil supérieur de Bayeux créé par la réforme du chancelier Maupeou (dont le ressort est issu du démembrement de celui du parlement de Rouen).
Il se démet de son évêché et de ses abbayes en 1776. Il se retire à Montigny qu'il quitte parfois pour célébrer des mariages: le 4 mai 1778, il marie à Boynes Louis-François-Joseph de Bourbon Busset et Elisabeth Louise Bourgeois de Boynes; le 14 avril 1779, c'est à l'église Saint-Sulpice qu'il donne la bénédiction nuptiale à Victurnien Bonaventure Victor de Rochechouart, marquis de Mortemart et  Adélaïde Marie Céleste de Nagu.
Il meurt à Montigny le 24 janvier 1781. Il est inhumé dans la crypte de l’église de cette paroisse où est inscrite l’inscription suivante :
« Monument érigé à la mémoire de Monseigneur Pierre Jules César de Rochechouart, ancien évêque de Bayeux, né à Montigny en 1698, mort au même lieu en 1781, par Mr Rathoin, curé de Montigny avec le concours de MMrs Martin, Caget, Boisquillon, anciens curés de la paroisse et de MMrs Roux, Loiseau, Chambon, Fleureau, Verger, prêtres nés à Montigny. 1875. Sous cette pierre repose le corps du bon évêque le plus illustre des enfants de Montigny.»
Une messe du centenaire de sa mort est célébrée à Montigny le  23 août 1882.

## Sources
- G. Briard, Catéchisme abrégé de la foy et de la doctrine chrétienne, Bayeux, 1756.
- Breviarium Ebroicense, Évreux, 1737.